# 松本ガス
松本ガス株式会社（まつもとガス）は、松本市とその隣接区域を営業区域とする一般ガス事業者である。

## 沿革
- 1908年 - 松本瓦斯株式会社創立。
- 1962年 - MG式ナフサガスプラント開発。
- 1972年 - オートガススタンド開設　サービスカーを順次LPG車切り替え。
- 1973年 - ガス吸収式冷温水機（ノンフロン空調）用ガス販売開始。
- 1974年 - 国産天然ガスを一部原料として製造開始。
- 1991年 - 本社工場にガスコージェネレーション導入。
- 1993年 - 南松本工場にPA-13Aガス発生設備を建設。
- 1993年 - 熱量変更事業（都市ガスの高カロリー化）開始。
- 1998年 - 帝国石油（株）と天然ガス導入に係る基本合意書調印。
- 2000年 - ガスコージェネレーション用ガス販売開始。
- 2001年 - 天然ガスパイプラインの「松本ライン」完成。
- 2002年 - 天然ガス導入。
- 2003年 - 熱量変更事業完了。

## 営業エリア
- 都市ガス供給
  - 松本市
  - 塩尻市
- プロパンガス販売
  - 松本市
  - 塩尻市
  - 安曇野市
  - 山形村
  - 朝日村

## 関連企業
- 松本ガス設備株式会社
- 松本ガス商事株式会社
- 大町ガス株式会社
- 大町ガス商事有限会社